# Poussière d'étoiles (film, 1984)
Poussière d'étoiles est un court métrage français réalisé par Agnès Merlet et sorti en 1986.

## Fiche technique
- Titre : Poussière d'étoiles
- Réalisation : Agnès Merlet
- Scénario : Agnès Merlet
- Photographie : Éric Guichard
- Son : Georges Pratt
- Musique : The Jinx
- Montage : Agnès Merlet
- Durée : 15 minutes
- Date de sortie : 1986 (présentation au festival de Clermont-Ferrand)

## Distribution
- Pascal Librizzi
- Élie Semoun
- Alain Flick
- Pascal Mandzetti

## Distinctions
- 1986 : Prix Jean-Vigo du court métrage[1]
- 1986 : Prix de la presse au Festival de Clermont-Ferrand[2]